# Джоя-Саннитика
Джоя-Саннитика (итал. Gioia Sannitica) — коммуна в Италии, располагается в регионе Кампания, в провинции Казерта.
Представляет собой агломерацию, помимо Джойя-Чентро, включающую селения Казелле, Курти, Кристиа, Кальвизи, Караттано, Аудуни и Мадонна-дель-Баньо. Большая часть из них возникла в глубокой древности и упоминается в документах с XII века.
Население составляет 3697 человек, плотность населения составляет 68 чел./км². Занимает площадь 54 км². Почтовый индекс — 81010. Телефонный код — 0823.
Покровителем коммуны почитается архангел Михаил. Праздник ежегодно празднуется 29 сентября.